# Lingé
Lingé is een gemeente in het Franse departement Indre (regio Centre-Val de Loire) en telt 238 inwoners (2013). De plaats maakt deel uit van het arrondissement Le Blanc.

## Geografie
De oppervlakte van Lingé bedraagt 32,9 km², de bevolkingsdichtheid is 7,2 inwoners per km².
De onderstaande kaart toont de ligging van Lingé met de belangrijkste infrastructuur en aangrenzende gemeenten.

## Demografie
Onderstaande figuur toont het verloop van het inwonertal (bron: INSEE-tellingen).